# Carl August Weber (Sänger)
Carl August Weber, auch Karl August Weber (* 28. Juni 1842 in Hadmersleben; † 1908 in Schwerin) war ein deutscher Opernsänger (Tenor).

## Leben
Weber wurde von Friedrich Rebling für die Bühnenlaufbahn ausgebildet. Sein Debüt gab er am 2. November 1860 in Magdeburg. Von 1867 bis 1872 sang er am Stadttheater in Leipzig und ging von dort ans Hoftheater in Schwerin. Nach langjährigem Wirken als erster Tenor zog sich der Künstler ins Privatleben zurück.
Zu seinen beliebtesten Darbietungen zählten: „Max“ im Freischütz, „David“ in den Meistersingern, „Mime“ und „Dickson“.